# Sant'Angelo in Pescheria (diaconia)
Il titolo cardinalizio di Sant'Angelo in Pescheria (in latino Diaconia Sancti Angeli in Foro Piscario) fu eretto, nell'XI regione di Roma (Augustea) da papa Stefano II il 1º giugno 755 con il nome di San Paolo Apostolo (secondo un'iscrizione di Teodoto, zio di papa Adriano I). Nell'806 il suo nome fu cambiato in Sancti Archangeli e, in seguito, in Sancti Angeli piscium venalium, Sancti Angeli de piscivendulis e Sancti Angeli in Foro piscium. Questa chiesa veniva assegnata sia come titolo presbiteriale sia come diaconia.

## Titolari
- Gregorio Papareschi seniore (1116 - 14 febbraio 1130 eletto papa con il nome di Innocenzo II)
- Gregorio Papareschi iuniore (1134 - 1141)
- Gregorio (1143 - 1155)
- Bonadies de Bonadie (dicembre 1155 - marzo 1158 nominato cardinale presbitero di San Crisogono)
- Lando di Sezze (1159 - 29 settembre 1179 eletto antipapa con il nome di Innocenzo III)
  - Vacante (1179-1190)
- Gregorio, forse Bobone, nipote di Celestino III (settembre 1190 – poco dopo il 15 luglio 1202, deceduto)[1]
  - Vacante (1202-1205)
- Pietro di Morra (1205 - 1206 deceduto)
- Umberto IV da Pirovano (maggio 1206 - 13 marzo 1211 deceduto)
- Stefano di Ceccano (18 febbraio 1212 - 1213 nominato cardinale presbitero dei Santi XII Apostoli)
- Romano Bonaventura (o Papareschi) (1216 - 1234 nominato cardinale vescovo di Porto e Santa Rufina)
- Riccardo Annibaldi (1237 - 4 ottobre 1276 deceduto)
  - Vacante (1276-1294)
- Landolfo Brancaccio (18 settembre 1294 - 29 ottobre 1312 deceduto)
  - Vacante (1312 - 1327)
- Giovanni Colonna (18 dicembre 1327 - 3 luglio 1348 deceduto)
  - Vacante (1348-1371)
- Guillaume Noellet (30 maggio 1371 - 4 luglio 1394 deceduto)
  - Pierre Blain (24 dicembre 1395 - 12 dicembre 1409 deceduto) (pseudocardinale dell'antipapa Benedetto XIII)
- Pietro Stefaneschi (12 giugno 1405 - 2 luglio 1409 nominato cardinale diacono dei Santi Cosma e Damiano)
- Pietro Stefaneschi (1410 - 30 ottobre 1417 deceduto) (per la seconda volta)
  - Pedro Fonseca (14 dicembre 1412 - 1º agosto 1418 dimesso) (pseudocardinale dell'antipapa Benedetto XIII)
  - Vacante (1418-1430)
- Giuliano Cesarini seniore (8 novembre 1430 - 1440 nominato cardinale presbitero di Santa Sabina)
  - Vacante (1440-1446)
- Juan de Carvajal (16 dicembre 1446 - 26 ottobre 1461); in commendam (26 ottobre 1461 - 6 dicembre 1469 deceduto)
- Giovanni Michiel (1470 - 1484); in commendam (1484 - 10 aprile 1503 deceduto)
- Giuliano Cesarini iuniore (29 novembre 1503 - 1º maggio 1510 deceduto)
- Federico Sanseverino (1º maggio 1510 - 30 gennaio 1512 dimesso)
- Matthäus Lang von Wellenburg (marzo 1514 - 8 agosto 1519); titolo pro illa vice (8 agosto 1519 - 26 febbraio 1535 nominato cardinale vescovo di Albano)
- Alessandro Farnese il Giovane (26 febbraio 1535 - 13 agosto 1535 nominato cardinale diacono di San Lorenzo in Damaso)
- Ennio Filonardi, titolo pro illa vice (15 gennaio 1537 - 8 ottobre 1546 nominato cardinale vescovo di Albano)
- Ranuccio Farnese (8 ottobre 1546 - 7 febbraio 1565 nominato cardinale vescovo di Sabina)
- Fulvio Giulio della Corgna, O.S.Io.Hier., titolo pro illa vice (7 ottobre 1565 - 30 gennaio 1566 nominato cardinale presbitero di San Lorenzo in Lucina)
- Giovanni Ricci, titolo pro illa vice (30 gennaio 1566 - 7 ottobre 1566 nominato cardinale presbitero di Santa Maria in Trastevere)
- Scipione Rebiba, titolo pro illa vice (7 ottobre 1566 - 3 luglio 1570 nominato cardinale presbitero di Santa Maria in Trastevere)
- Giovanni Antonio Serbelloni, titolo pro illa vice (3 luglio 1570 - 31 luglio 1577 nominato cardinale presbitero di Santa Maria in Trastevere)
- Luigi d'Este (31 luglio 1577 - 19 dicembre 1583 nominato cardinale diacono di Santa Maria in Via Lata)
- Filippo Guastavillani (19 dicembre 1583 - 7 gennaio 1587 nominato cardinale diacono di Sant'Eustachio)
- Andrea Báthory (7 gennaio 1587 - 28 ottobre 1599 deceduto)
- Andrea Baroni Peretti Montalto (15 marzo 1600 - 13 novembre 1617 nominato cardinale diacono di Sant'Eustachio)
  - Vacante (1617-1620)
- Luigi Capponi (13 gennaio 1620 - 19 aprile 1621 nominato cardinale presbitero di San Carlo ai Catinari)
- Francesco Boncompagni (17 maggio 1621 - 16 marzo 1626 nominato cardinale diacono di Sant'Eustachio)
- Ippolito Aldobrandini (16 marzo 1626 - 6 febbraio 1634 nominato cardinale diacono di Sant'Eustachio)
- Marzio Ginetti (6 febbraio 1634 - 14 marzo 1644 nominato cardinale diacono di Sant'Eustachio)
- Girolamo Colonna (14 marzo 1644 - 12 dicembre 1644 nominato cardinale diacono di Sant'Eustachio)
- Giangiacomo Teodoro Trivulzio (12 dicembre 1644 - 23 settembre 1652 nominato cardinale diacono di Sant'Eustachio)
- Vincenzo Costaguti (23 settembre 1652 - 21 luglio 1653 nominato cardinale diacono di Santa Maria in Cosmedin)
- Lorenzo Raggi (21 luglio 1653 - 30 agosto 1660 nominato cardinale diacono di Sant'Eustachio)
- Carlo Barberini (30 agosto 1660 - 14 novembre 1667 nominato cardinale diacono di San Cesareo in Palatio)
- Carlo Gualterio (14 novembre 1667 - 12 marzo 1668 nominato cardinale diacono di Santa Maria in Cosmedin)
- Angelo Celsi (14 maggio 1668 - 6 novembre 1671 deceduto)
- Felice Rospigliosi (17 luglio 1673 - 12 gennaio 1685 nominato cardinale diacono di Sant'Eustachio)
- Gianfrancesco Ginetti (12 gennaio 1685 - 28 novembre 1689 nominato cardinale diacono di San Nicola in Carcere)
- Gasparo Cavalieri (28 novembre 1689 - 17 agosto 1690 deceduto)
- Francesco Barberini iuniore (27 novembre 1690 - 6 maggio 1715 nominato cardinale presbitero di San Bernardo alle Terme)
- Carlo Colonna (6 maggio 1715 - 24 luglio 1730 nominato cardinale diacono di Sant'Agata alla Suburra)
  - Vacante (1730-1739)
- Prospero Colonna (16 novembre 1739 - 4 marzo 1743 deceduto)
- Girolamo Colonna di Sciarra (2 dicembre 1743 - 12 marzo 1753)
- Flavio Chigi (10 dicembre 1753 - 12 febbraio 1759 nominato cardinale diacono di Santa Maria in Portico)
- Andrea Corsini (19 novembre 1759 - 11 settembre 1769 nominato cardinale presbitero di San Matteo in Merulana)
  - Vacante (1769-1773)
- Francesco d'Elci (10 maggio 1773 - 4 aprile 1787 deceduto)
- Vincenzo Maria Altieri (23 aprile 1787 - 10 marzo 1788 nominato cardinale diacono di Sant'Eustachio)
- Raniero Finocchietti (10 marzo 1788 - 30 marzo 1789 nominato cardinale diacono di Sant'Agata alla Suburra)
- Fernando Spinelli (3 agosto 1789 - 29 novembre 1790 nominato cardinale diacono di Santa Maria in Cosmedin)
- Filippo Campanelli (29 novembre 1790 - 26 settembre 1791 nominato cardinale diacono di San Cesareo in Palatio)
- Fabrizio Dionigi Ruffo (12 settembre 1794 - 11 agosto 1800 nominato cardinale diacono di Santa Maria in Cosmedin)
- Alphonse-Hubert de Latier de Bayane (20 settembre 1802 - 27 luglio 1818 deceduto)
  - Vacante (1818-1830)
- Domenico De Simone (5 luglio 1830 - 9 novembre 1837 deceduto)
- Luigi Ciacchi (15 febbraio 1838 - 17 dicembre 1865 deceduto)
  - Vacante (1865-1877)
- Lorenzo Nina (20 marzo 1877 - 28 febbraio 1879 nominato cardinale presbitero di Santa Maria in Trastevere)
- Frédéric de Falloux du Coudray (12 maggio 1879 - 22 giugno 1884 deceduto)
- Isidoro Verga (13 novembre 1884 - 1º giugno 1891 nominato cardinale diacono di Santa Maria in Via Lata)
  - Vacante (1891-1914)
- Filippo Giustini (28 maggio 1914 - 17 marzo 1920 deceduto)
  - Vacante (1920-1923)
- Aurelio Galli (23 dicembre 1923 - 26 marzo 1929 deceduto)
  - Vacante (1929-1935)
- Pietro Boetto, S.I. (19 dicembre 1935 - 18 marzo 1938); titolo pro illa vice (18 marzo 1938 - 31 gennaio 1946 deceduto)
  - Vacante (1946-1953)
- Augusto Álvaro da Silva, titolo pro illa vice (15 gennaio 1953 - 14 agosto 1968 deceduto)
  - Vacante (1968-2010)
- Elio Sgreccia (20 novembre 2010 - 5 giugno 2019 deceduto)
  - Vacante (2019-2023)
- Luis Pascual Dri, O.F.M.Cap. (30 settembre 2023 - 30 giugno 2025 deceduto)